# Вивијана дел Анхел
Вивијана дел Анхел Пениче (шп. Viviana del Ángel Peniche; Веракруз, 5. децембар 1999) елитна је мексичка скакачица у воду и репрезентативка Мексика у овом спорту. Њена специјалност су скокови са торња са висине од 10 метара, како у појединачној тако и у конкуренцији синхронизованих парова. 
На међународној сцени Дел Анхелова је дебитовала током 2015. на такмичењима за скакачки гран-пр у Мадриду. Највећи успех у каријери, а уједно и дебитантски наступ на светским првенствима, остварила је на светском првенству 2017. у Будимпешти где је у пару са Ромелом Пачеком освојила сребрну медаљу у екипном такмичењу (са освојених 402,35 бодова). На истом такмичењу наступила је и у мешовитим скоковима са торња али је такмичење окончала на 9. месту са 301,08 бодова (или 51,9 бодова мање од првопласираних Жен Ћен и Љен Ђуенђе из Кине). 